# Terraforming Mars (joc de societate)
Terraforming Mars este un joc de societate pentru 1-5 jucători, creat de Jacob Fryxelius și publicat de FryxGames în 2016, ulterior fiind publicat și de alte 12 companii, inclusiv Stronghold Games. În Terraforming Mars, jucătorii preiau rolul unor corporații care colaborează pentru a terraforma planeta Marte prin creșterea temperaturii, adăugarea oxigenului în atmosferă, acoperirea suprafeței planetei cu apă și crearea vieții vegetale și animale. Jocul include elemente de gestionare a resurselor, dezvoltare (engine building) și planificare strategică. Jucătorii concurează pentru a câștiga cele mai multe puncte de victorie, care sunt calculate în funcție de contribuția lor la terraformare și la infrastructura umană. Aceste obiective sunt atinse prin colectarea de venituri și resurse care le permit să joace diverse proiecte, reprezentate de cărți ce le cresc veniturile sau resursele, construiesc infrastructură sau contribuie direct la terraformarea planetei. Jocul a fost primit pozitiv de fani și critici, primind numeroase premii.

## Joc

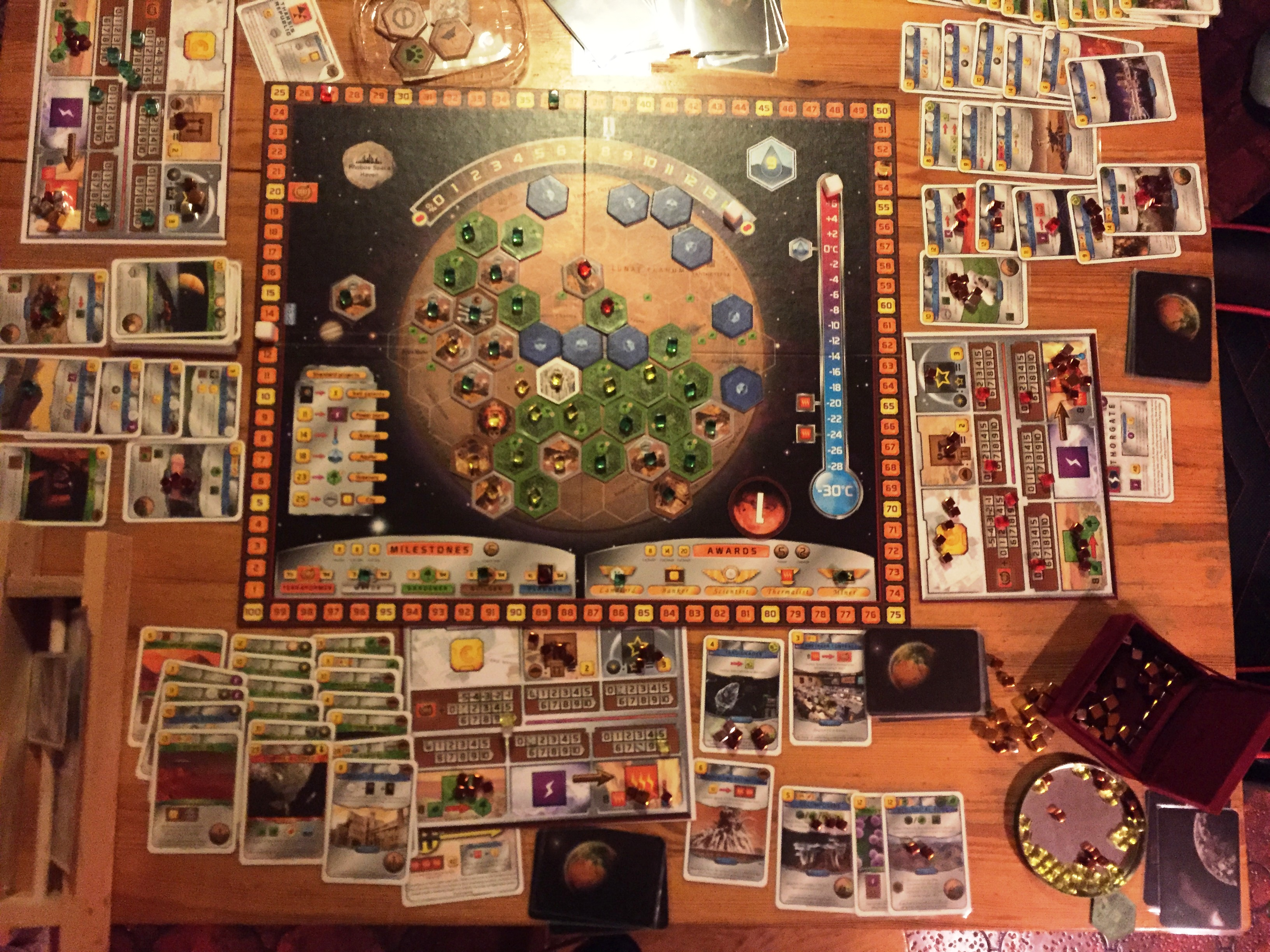
Un joc de Terraforming Mars care tocmai a fost finalizat

Jucătorii reprezintă corporații concurente, toate având un interes în terraformarea lui Marte. Tabla de joc ilustrează suprafața planetei, care este reprezentată de o matrice de 61 hexagone adiacente. Fiecare hexagon reprezintă aproximativ 1% din suprafața lui Marte. Pe aceste hexagoane, jucătorii pot plasa oceane, zone verzi, orașe și alte tipuri speciale de plăci. Scopul jocului este ca jucătorii să îndeplinească trei condiții de terraformare: creșterea nivelului de oxigen din atmosferă la 14%; creșterea temperaturii de la -30 la +8 grade Celsius; și acoperirea a 9% din suprafața lui Marte cu oceane (reprezentat în joc ca având 9 plăci de ocean plasate pe Marte).
Jucătorii își ating aceste obiective jucând cărți care reprezintă diverse tehnologii sau clădiri folosite pentru terraformarea lui Marte. Jocul se desfășoară pe parcursul mai multor generații, fiecare reprezentată ca o rundă de joc. O generație începe cu jucătorii care trag cărți, apoi jucătorii joacă pe rând acțiuni (care pot fi jucarea cărților, folosirea abilității unei cărți deja puse în joc sau plata pentru una dintre numeroasele acțiuni descrise pe tablă). După ce toți jucătorii au terminat de a efectua acțiuni, jucătorii colectează venituri și resurse în funcție de producția lor din diferite resurse, apoi începe următoarea generație.
Unul dintre aspectele unice ale jocului Terraforming Mars este sistemul de Rating Terraformare (TR). Ori de câte ori un jucător efectuează o acțiune care duce la progresul uneia dintre condițiile de terraformare, TR-ul jucătorului crește. Ratingul Terraformare al unui jucător nu numai că reprezintă punctele de victorie câștigate în timpul jocului, ci se adaugă și la venitul său din bani atunci când colectează venituri și resurse la sfârșitul fiecărei generații.
Jocul se termină la sfârșitul oricărei generații când toate cele trei condiții de terraformare au fost îndeplinite. Apoi, jucătorii își numără punctele, care provin din TR-ul lor la sfârșitul jocului, orașele și zonele verzi pe care le-au plasat pe Marte, realizările pe care le-au revendicat în timpul jocului și cărțile pe care le-au jucat, iar jucătorul cu cel mai mare scor câștigă.

## Extinderi și spin-off-uri

### Expansiuni
Au fost lansate cinci expansiuni:
- Hellas⁠(d) and Elysium⁠(d) (2017), adaugă o nouă tablă cu două fețe care reprezintă două regiuni noi ale lui Marte. Fiecare regiune are propriul model de teren, etape cheie și reușite de final de joc.
- Venus Next (2017), adaugă o nouă tablă laterală ce reprezintă Venus ca o nouă oportunitate de terraformare, alături de noi cărți specifice lui Venus pentru pachet.

- Prelude (2018), introduce cărți Prelude pe care jucătorii le aleg la configurarea jocului pentru a-și porni rapid producția și terraformarea.

- Colonies (2018), adaugă zone din jurul Sistemului Solar pe care jucătorii le pot coloniza și către care pot călători, oferind modalități alternative de a obține resurse fără a fi nevoie să joace cărți.

- Turmoil (2019), introduce un guvern marțian cu mai multe facțiuni politice, fiecare cu propriile agende pe care jucătorii le pot influența pentru a obține diverse bonusuri.

Expansiuni viitoare:
- Prelude 2 (planificat 07/2024), adaugă 5 cărți noi de corporație, 25 de cărți Prelude și 24 de cărți Proiect.
- Etape și premii (planificat pentru 07/2024), permite jucătorilor să randomizeze 35 de repere și 35 de premii.
- Automa Solo Expansion (planificată pe 07/2024), oferă un mod nou de joc pentru un singur jucător.
- Arabia Terra⁠(d), Amazonis Planitia⁠(d), Terra Cimmeria⁠(d), Vastitas Borealis⁠(d) (planificat pe 07/2024), adaugă patru table noi care reprezintă noi avanposturi de expansiune pe Marte, fiecare tablă având propriul model de teren, repere și reușite de final de joc.

### Promoții
Pe lângă jocul de bază, au fost lansate și câteva cărți promoționale sezoniere care includ noi corporații, preludii și cărți de proiect.

### Adaptarea cardului
Terraforming Mars: Expediția Ares este o versiune simplificată sub formă de joc de cărți a jocului original, lansată în 2021. De asemenea, sunt planificate spre lansare o variantă legacy și un joc cu zaruri.

### Adaptare pentru jocuri video
O adaptare a jocului video Terraforming Mars, dezvoltată de Asmodee Digital⁠(d), a fost lansată în Octombrie 2018. Matt Thrower de la Strategy Gamer a considerat inițial că adaptarea are "prea multe imperfecțiuni pentru a fi recomandată". Totuși, într-o listă ulterioară de "Cele mai bune jocuri de societate pe PC" de pe același site, și-a revizuit opinia, menționând că "dezvoltatorul Asmodee Digital a depus eforturi printr-o serie de actualizări. Și, deși interfața rămâne puțin dificilă, jocul în sine strălucește așa cum ar trebui."

### Joc online
Terraforming Mars poate fi jucat și pe Steam și Board Game Arena.

## Inspirație
Manualul de reguli al jocului de bază îi recunoaște lui Kim Stanley Robinson și trilogia sa Marte ca fiind o "mare inspirație" pentru joc. În plus, jucătorii exemplu din manual sunt numiți Kim, Stanley și Robinson.

## Recepție
Terraforming Mars a primit recenzii extrem de pozitive după lansare. Recenzând pentru Ars Technica⁠(d), Aaron Zimmerman a criticat "arta serioasă și calitatea slabă a componentelor", dar a lăudat mecanismul de dezvoltare (engine-building), unicitatea cărților și varietatea corporațiilor de start, concluzionând că este "un joc complex, captivant și inteligent cu o tematică uimitoare". Ulterior, a fost listat de Ars Technica ca fiind unul dintre cele mai bune 20 de jocuri din 2016. Matt Thrower de la IGN a comentat de asemenea pozitiv pe marginea rejucabilității jocului. Editorii de la Polygon au afirmat că sistemul de cărți este " captivant ", iar arcul jocului a fost descris ca fiind "satisfăcător"; Terraforming Mars a fost de asemenea nominalizat ca finalist pentru cel mai bun joc al anului 2016 și cel mai bun joc strategic al anului 2016. Similar, Popular Mechanics a numit Terraforming Mars drept unul dintre cele mai bune 50 de jocuri ale anului. Vulture l-a numit "cel mai bun joc de strategie avansată din 2016". Într-un articol pentru The Guardian, Dan Jolin a menționat că proiectele "sinergizează în multe moduri diferite și recompensează", afirmând că "nu este doar un joc științific fantastic, este un joc fantastic în general".
Jocul a fost nominalizat la premiul Kennerspiel des Jahres⁠(d) 2017 pentru Cel mai bun joc strategic al anului. A câștigat premiul pentru Cel mai bun joc pentru Familie/Adulți la Deutscher Spiele Preis⁠(d) 2017. Din 2019 până în 2020, Terraforming Mars a ajuns pe locul 3 în topul jocurilor de societate pe BoardGameGeek⁠(d).
Expansiunile jocului au fost primite, de asemenea, pozitiv. Hellas și Elysium și Venus Next au fost finaliste la premiul Golden Geek pentru cea mai bună expansiune a unui joc în 2017. Prelude a fost foarte bine primită de critici pentru accelerarea fazei de început a jocului oferind fiecărui jucător abilități suplimentare la start. Terraforming Mars: Ares Expedition a fost revizuită de Charlie Hall de la Polygon, care a descris fazele multiple ale jocului ca fiind interesante, dar a criticat faptul că este "un joc mai mic, bazat în principal pe cărți, care lasă în urmă câteva elemente vestigiale din original" care încă include "pictograme și concepte redundante." De asemenea, Hall a criticat componentele și manualul de reguli. Aaron Zimmerman de la Ars Technica a declarat în recenzia sa că jocul este o combinație între Race for the Galaxy și titlul original, elogiind mecanismele de implicare și dezvoltare. Zimmerman a considerat că interacțiunea jucătorilor în acest joc este "posibil chiar mai mare" decât în jocul de bază, și a considerat componentele sale ca fiind superioare.

## Legături cu mass-media
În 2021, o carte bazată pe joc, scrisă de autoarea Jane Killick intitulată În Umbra lui Deimos, a fost publicată de Aconyte Books. În 2022, un al doilea roman intitulat Edge of Catastrophe (Marginea Catastrofei) a fost lansat de Jane Killick.